# فرودگاه نیانگ ایو
فرودگاه نیانگ ایو (به انگلیسی: Nyaung U Airport) یک فرودگاه همگانی با کد یاتا NYU است که یک باند فرود آسفالت دارد و طول باند آن ۲۵۹۱ متر است. این فرودگاه در کشور میانمار قرار دارد و در ارتفاع ۹۵ متری از سطح دریا واقع شده‌است.

## شرکت‌های هواپیمایی و مقصدهای پروازی
| شرکت‌های هواپیمایی         | مقصدهای پروازی                                                | Route    |
| ------------------------- | ------------------------------------------------------------- | -------- |
| Air KBZ                   | هه‌هو، ماندالای، یانگون                                        | Domestic |
| Asian Wings Airways       | هه‌هو، ماندالای، یانگون                                        | Domestic |
| Mann Yatanarpon Airlines  | ماندالی، یانگون، Heho، Thandwe، Kengtung، Tachilek، Myitkyina | Domestic |
| Myanmar National Airlines | هه‌هو، یانگون                                                  | Domestic |
| Yangon Airways            | هه‌هو، کنگتونگ، ماندالای، نایپیداو، یانگون                     | Domestic |